# Nukleosidtriphosphate
Nukleosidtriphosphate (NTPs) sind Vorstufen-Bausteine der Nukleinsäuren. NTPs sind Nukleoside (Nukleoside sind Nukleobasen, welche an eine Ribose oder Desoxyribose gekoppelt sind), die phosphoryliert sind. Wegen der Phosphorylierung werden NTPs auch als Nukleotide bezeichnet.
Im erweiterten Sinn beziehen sich der Begriff Nukleosidtriphosphat und vor allem die zugehörige Abkürzung NTP auf beide Nukleotid-Sorten: Ribonukleosidtriphosphate und Desoxyribonukleosidtriphosphate.
Im engeren Sinn beziehen sich der Begriff Nukleosidtriphosphat und vor allem die zugehörige Abkürzung NTP lediglich auf die Ribonukleosidtriphosphate. Die entsprechenden Desoxyribonukleosidtriphosphate werden als dNTP abgekürzt.

## Entstehung
Die Desoxyribonukleosidtriphosphate bilden sich in der Zelle als energiereiche Verbindungen aus 2'-Desoxyribonucleotid-5'-monophosphat durch zwei aufeinanderfolgende Phosphorylierungsschritte mit ATP als Phosphatgruppendonor.

## Biologische Bedeutung
Während die dNTPs im Wesentlichen lediglich bei der Nukleinsäure-Synthese Verwendung finden (z. B. DNA-Replikation), dienen die Ribonukleosidtriphosphate sowohl der Nukleinsäuresynthese (z. B. Transkription) als auch dem allgemeinen Energiehaushalt einer lebenden Zelle. Die größte Bedeutung im Energiehaushalt kommt dabei dem Ribonukleosidtriphosphat Adenosintriphosphat (ATP) zu. 

## Sorten

Desoxyadenosintriphosphat hat im Vergleich zum Adenosintriphosphat keine Hydroxygruppe am zweiten C-Atom

Adenosintriphosphat

Entsprechend den beiden natürlichen Nukleinsäure-Sorten (Desoxyribonukleinsäure und Ribonukleinsäure) gibt es Desoxyribonukleosidtriphosphate (dNTPs) und Ribonukleosidtriphosphate. 

### Natürliche Desoxyribonukleosidtriphosphate
- Desoxyadenosintriphosphat (dATP)
- Desoxycytidintriphosphat (dCTP)
- Desoxyguanosintriphosphat (dGTP)
- Desoxythymidintriphosphat (dTTP)

### Natürliche Ribonukleosidtriphosphate
- Adenosintriphosphat (ATP)
- Cytidintriphosphat (CTP)
- Guanosintriphosphat (GTP)
- Uridintriphosphat (UTP)

### Spezielle Nukleosidtriphosphate
- Desoxyuridintriphosphat (dUTP): Verwendung bei In-vitro- Experimenten, z. B. PCR, ortsspezifische Mutagenese nach Kunkel.
- Didesoxyribonukleosidtriphosphate (ddNTPs): Verwendung bei der DNA-Sequenzierung nach Sanger.